# Turó de Sora
El Turó de Sora és una muntanya de 791 metres que es troba al municipi de Sora, a la comarca d'Osona.